# Zou Kai
Zou Kai (traditioneel Chinees: 鄒凱, vereenvoudigd Chinees: 邹凯, pinyin: Zōu Kǎi) (Luzhou, 25 februari 1988) is een Chinees turner, die zowel vijfmaal olympisch als vijfmaal wereldkampioen werd. Hij heeft zich gespecialiseerd op de vloer en de rekstok.

## Carrière
Zou Kai maakte zijn debuut in de internationale toernooien op het Wereldkampioenschap turnen in 2006 in Aarhus. Samen met het Chinese team behaalde hij goud en op de vloer eindigde hij in de individuele finale op de zesde plaats. Een jaar later behaalde hij in Stuttgart precies dezelfde resultaten. Tussen deze twee toernooien in behaalde Zou op de Aziatische Spelen in Doha, Qatar goud op de vloer, zilver aan de rekstok en goud met het Chinese team. Op de Olympische Zomerspelen 2008 in zijn eigen land, maakte hij zijn olympisch debuut. Samen met het team behaalde hij op de meerkamp goud. Ook won hij aan de rekstok en op de vloer, wat hem met drie gouden medailles de meest succesvolle Chinese deelnemer maakte van deze Spelen. 
In 2010 werd Zou Kai uit de teamselectie voor het Wereldkampioenschap turnen in Rotterdam gelaten. Ook mocht hij niet deelnemen aan de Aziatische Spelen 2010 wegens zijn zwakte op toestellen waarin hij zich niet had gespecialiseerd. In Tokio was hij er een jaar later echter weer bij en won hij tweemaal goud en eenmaal zilver.
Op de Olympische Zomerspelen 2012 in Londen, Verenigd Koninkrijk verdedigde Zou zijn olympische titel op de vloer met succes. In de meerkamp leidde hij met zijn team en greep hij eveneens het goud, maar het lukte hem niet de titel aan de rekstok te verdedigen: hij eindigde met twee tiende punt achterstand op de Nederlandse Epke Zonderland, die goud won. Hij behaalde uiteindelijk brons, met een achterstand van 0,034 punten op de Duitser Fabian Hambüchen.
Met zijn vijf gouden olympische medailles is hij de enige in de geschiedenis van de Chinese deelname aan de Spelen. Inclusief zijn bronzen medaille deelt hij het record van zes medailles met Li Ning (die in 2008 de olympische vlam ontstak), Wang Yifu, Li Xiaoshuang, Wu Minxia en Guo Jingjing.
1896: Hermann Weingärtner ·
1904: Anton Heida, Edward Hennig ·
1924: Leon Štukelj ·
1928: Georges Miez ·
1932: Dallas Bixler ·
1936: Aleksanteri Saarvala ·
1948: Josef Stalder ·
1952: Jack Günthard ·
1956: Takashi Ono ·
1960: Takashi Ono ·
1964: Boris Sjachlin ·
1968: Akinori Nakayama, Mikhail Voronin ·
1972: Mitsuo Tsukahara ·
1976: Mitsuo Tsukahara ·
1980: Stojan Deltsjev ·
1984: Shinji Morisue ·
1988: Vladimir Artemov, Valery Ljoekin ·
1992: Trent Dimas ·
1996: Andreas Wecker ·
2000: Aleksej Nemov ·
2004: Igor Cassina ·
2008: Zou Kai ·
2012: Epke Zonderland ·
2016: Fabian Hambüchen ·
2020: Daiki Hashimoto · 
2024: Shinnosuke Oka
1932: István Pelle ·
1936: Georges Miez ·
1948: Ferenc Pataki ·
1952: William Thoresson ·
1956: Valentin Moeratov ·
1960: Nobuyuki Aihara ·
1964: Franco Menichelli ·
1968: Sawao Kato ·
1972: Nikolaj Andrianov ·
1976: Nikolaj Andrianov ·
1980: Roland Brückner ·
1984: Li Ning ·
1988: Sergei Charkow ·
1992: Li Xiaoshuang ·
1996: Ioannis Melissanidis ·
2000: Igors Vihrovs ·
2004: Kyle Shewfelt ·
2008: Zou Kai · 
2012: Zou Kai · 
2016: Max Whitlock · 
2020: Artem Dolgopyat · 
2024: Carlos Yulo
1904: Grieb, Hess, Heida, Kassell, Lenhart, Reckeweg ·
1908: Åsbrink, Bertilsson, Cedercrona, Cervin, Degermark, Folcker, Forssman, Granfelt, Hårleman, Hellsten, Höjer, Holmberg, Holmberg, Holmberg, Jahnke, Jarlén, Johnsson, Johnsson, von Kantzow, Landberg, Lanner, Ljung, Moberg, Norberg, Norberg, Norberg, Norling, Norling, Olson, Peterson, Rosén, Rosenquist, Sjöblom, Sörvik, Sörvik, Svensson, Vingqvist, Widforss ·
1912: Bianchi, Boni, Braglia, Domenichelli, Fregosi, Gollini, Loi, Maiocco, Mangiante, Mangiante, Mazzarocchi, Romano, Salvi, Savorini, Tunesi, Zampori, Zanolini, Zorzi ·
1920: Andreoli, Bellotto, Bianchi, Bonatti, Cambiaso, Contessi, Costigliolo, Costigliolo, Domenichelli, Ferrari, Fregosi, Ghiglione, Levati, Loi, Lucchetti, Maiocco, Mandrini, Mangiante, Marovelli, Mastromarino, Paris, Pastorini, Roselli, Salvi, Tubino, Zampori, Zorzi ·
1924: Cambiaso, Lertora, Lucchetti, Maiocco, Mandrini, Martino, Paris, Zampori ·
1928: Grieder, Güttinger, Hänggi, Mack, Miez, Pfister, Steinemann, Wezel ·
1932: Capuzzo, Guglielmetti, Lertora, Neri, Tognini ·
1936: Beckert, Frey, Schwarzmann, Stadel, Stangl, Steffens, Volz, Winter ·
1948: Aaltonen, Huhtanen, Laitinen, Rove, Saarvala, Salmi, Savolainen, Teräsvirta ·
1952: Beljakov, Berdijev, Korolkov, Leonkin, Moeratov, Perelman, Sjaginjan, Tsjoekarin ·
1956: Azarjan, Moeratov, Sjachlin, Stolbov, Titov, Tsjoekarin ·
1960: Aihara, Endo, Mitsukuri, Ono, Takemoto, Tsurumi ·
1964: Endo, Hayata, Mitsukuri, Ono, Tsurumi, Yamashita ·
1968: Endo, S. Kato, T. Kato, Kenmotsu, Nakayama, Tsukahara ·
1972: Kasamatsu, Kato, Kenmotsu, Nakayama, Okamura, Tsukahara ·
1976: Fujimoto, Igarashi, Kajiyama, Kato, Kenmotsu, Tsukahara ·
1980: Andrianov, Azarjan, Ditjatin, Makoets, Markelov, Tkatsjov ·
1984: Conner, Daggett, Gaylord, Hartung, Johnson, Vidmar ·
1988: Artemov, Bilozertsjev, Gogoladze, Charkow, Ljoekin, Novikov ·
1992: Belenki, Korobtsjinski, Misjoetin, Sjaripov, Tsjerbo, Voropajev ·
1996: Sergei Charkow, Krjoekov, Nemov, Podgorny, Troesj, Vasilenko, Voropajev ·
2000: Huang, Li, Xiao, Xing, Yang, Zheng ·
2004: Kashima, Mizutori, Nakano, Tomita, Tsukahara, Yoneda ·
2008: Chen, Huang, Li, Xiao, Yang, Zou ·
2012: Chen, Feng, Guo, Zhang, Zou ·
2016: Katō, Shirai, Tanaka, Uchimura, Yamamuro ·
2020: Abljazin, Beljavskij, Dalalojan, Nagorny ·
2024: Hashimoto, Kaya, Oka, Sugino, Tanigawa